# Le Fils du Cid
Pour plus de détails, voir Fiche technique et Distribution.
Le Fils du Cid, également connu sous le titre Les Cent Cavaliers (I cento cavalieri), est un film d'aventure hispano-ouest-germano-italien coécrit et réalisé par Vittorio Cottafavi, sorti en 1964.

## Synopsis
L'an 1000 après Jésus-Christ. Alors que les Maures se sont installés en Espagne, un cheikh, Abdelgalbon, et ses cent cavaliers demandent asile dans un petit village isolé et tranquille de Castille en échange de cadeaux offerts au maire. Mais, rapidement, ils deviennent des occupants tyranniques après avoir fait croire au vol d'un chargement de blé, détourné par eux-mêmes, et après avoir tué le gouverneur de la région. Les habitants sont terrorisés, le village est pillé et la répression s'installe. La résistance s'organise autour du brave et charismatique Fernando, un jeune marchand et enfant d'un ancien combattant des Maures, le tueur de Maures Don Gonzalo. Le père et le fils s'allient pour protéger les villageois et se débarrasser des Maures.

## Fiche technique
- Titre original italien : I cento cavalieri
- Titre français : Le Fils du Cid ou Les Cent Cavaliers[1]
- Titre allemand : Die hundert Ritter
- Titre espagnol : Los cien caballeros
- Réalisation : Vittorio Cottafavi
- Scénario : Vittorio Cottafavi, José María Otero, Giorgio Prosperi et Enrico Ribulsi
- Montage : Maurizio Lucidi
- Musique : Antonio Pérez Olea
- Photographie : Francisco Marín
- Pays de production :  Italie,  Espagne,  Allemagne de l'Ouest
- Format : couleurs
- Genre : film d'aventure
- Durée : 115 minutes
- Dates de sortie : 
  - Italie : 30 décembre 1964
  - Espagne : 18 octobre 1965 (Madrid)
  - France : 1er décembre 1971[1]
  - Allemagne de l'Ouest : 24 août 1994

## Distribution
- Mark Damon : Don Fernando Herrera y Menendez
- Antonella Lualdi : Sancha Ordoñez
- Gastone Moschin : Frate Carmelo
- Wolfgang Preiss : le cheikh Abdelgalbon
- Barbara Frey : Laurencia
- Rafael Alonso : Jaime Badaloz
- Hans Nielsen : Alfonso Ordoñez
- Manuel Gallardo : Halaf
- Mario Feliciani : l'ambassadeur du cheikh
- Arnoldo Foà : Don Gonzalo Herrera y Menendez
- Aldo Sambrell : Alfaqui